# Wasserturm Rauschen
Der Wasserturm im heute russischen Swetlogorsk (deutsch: Rauschen) ist ein Zeugnis der deutschen Reformarchitektur im vormaligen Ostpreußen.

## Bauwerk
Der Turm zeigt hier eine Mischung aus unterschiedlichen Formen. Einige Elemente sind von mittelalterlicher Architektur inspiriert, wie etwa die Arkatur, während die Giebel am linken Flügel barock sind und der rechte Flügel strenge Fensterreihen hat. Die asymmetrische Komposition und die zahlreichen Schmuckelemente sind typische Merkmale der Reformarchitektur. Die Rosette der Sonnenuhr von Nikolaj Frolov stammt aus den 1960er Jahren und weist Formen des Jugendstils auf. Heute ist der Wasserturm Teil eines Sanatoriums.

## Nachweise
- Irina Belinceva: Bautypen und Architekturstile der Kurorte an der samländischen Küste (heutiges Kaliningrader Gebiet) in der 1. Hälfte des 20. Jahrhunderts. In: Lars Olof Larsson (Hrsg.): Kunst- und  Kulturgeschichte  im Baltikum Studien zur Bäderarchitektur und Bäderkultur des 19. und frühen 20. Jahrhunderts in den Ländern des Ostseeraums, Tagung in Zusammenarbeit mit dem Herder-Institut, Marburg (= Das Homburger Gespräch 2010). Band 25. M.C.A. Böckler-Mare-Balticum-Stiftung ( [PDF]).